# La maldición del Campamento Júpiter
La maldición del Campamento Júpiter (en inglés: Camp Jupiter classified. A Probatio´s Journal) es un libro escrito por Rick Riordan. Es un libro en forma de diario escrito por Claudia, semidiosa hija de Cardea y legado de Mercurio. Claudia se encuentra en periodo de probatorio de la Cuarta Cohorte. Es un libro ilustrado que cuenta además con un glosario, un mapa del Campamento y un Mapa de semidioses. Es a veces llamado "Las pruebas de Apolo 6", pero en una línea temporal, se sitúa antes de El oráculo Oculto.

## Resumen
La diosa Gaia acaba de ser derrotada, pero no se acaban ahí los problemas: tras la llegada de una nueva campista, Claudia, suceden cosas extrañas. Solo avena para desayunar, bolsas de caca rotas, inundaciones en el Coliseo... 
Los pretores Reyna y Frank empiezan a sospechar de Claudia, y ella decide actuar: empieza a investigar acerca de una historia de una ancila mágica: un regalo de los dioses que dicen que Roma prevalecerá mientras la ancila no sea destruida. Para eso se construyen once copias idénticas, para que un ladrón no sepa cual es la verdadera.
Entonces conoce a un fauno llamado Elon y a su compinche: Mimi, una semidiosa hija de Metifis, la diosa de los vapores tóxicos, que tienen pensado destruir la ancila. Junto a los pretores y Blaise (un hijo de Vulcano) y Janice (su mejor amiga e hija de Jano), consiguen parar los pies a Mimi.

## Personajes
- Claudia: es la protagonista, una chica de doce años. Se encuentra en estado de probatorio en la Cuarta Cohorte. Es hija de Cardea, la diosa de las bisagras y legado de Mercurio.
- Janice: es la mejor amiga de Claudia y es hija de Jano. Al contrario que Claudia, se crio en la Nueva Roma.
- Blaise: es un hijo de Vulcano. Conoció a Claudia limpiando las cloacas.
- Mimi: es una semidiosa hija de Metifis, la diosa de los vapores tóxicos, que tienen pensado destruir la ancila mágica. cuando llegó al Campamento Júpiter, Término no quería dejarla pasar, pero el centurión y padre de Claudia le dejó pasar. Vive en el vertedero.
- Elon: es un fauno que ayuda a Mimi pero después se echa atrás y ayuda a la misión, porque llegó a la conclusión de que el desaparecería si la ancila se destruía.